# The Cockpit
«The Cockpit»  (яп. ザ・コクピット Дза кокупитто, Кабина пилота) — аниме-антология 1993 года о событиях Второй мировой войны, рассказанных со стороны японских и немецких солдат, основанная на манге Battlefield Лэйдзи Мацумото. OVA состоит из трёх серий, каждая из которых была экранизирована разными людьми: Ёсиаки Кавадзири (1), Такаси Иманиси (2) и Рёсукэ Такахаси (3).

## Сюжет
Повествование во всех историях ведёт рассказчик (яп. ナレーション, озвучен Масааки Окабэ).

### Подъёмная сила
Август 1944 года. Капитан Эрхард фон Райндарс (яп. エアハルト・フォン・ラインダース, озвучен Кэнъю Хориути), немецкий лётчик-ас, кавалер Рыцарского креста, опозорился тем, что покинул свой FW-190A-4, после того как ведомого сбили британские самолёты Spitfire в ходе ночной разведки в районе Монако.
После этих событий он был назначен на сопровождение захваченного американского бомбардировщика B-17 на полигон Пенемюнде. На борту самолёта были его давняя любовь Мельхенна (яп. メルヘンナー, озвучена Эми Синохара), её отец профессор Бауффштайн и опасный секретный груз — германская атомная бомба. Для этой миссии Эрхарду выдали новейший прототип истребителя Ta 152H-1. В ночь перед вылетом Мельхенна попросила фон Райндарса дать вражеским истребителям уничтожить бомбардировщик прежде, чем «человечество навсегда продаст свою душу дьяволу», даже если это приведёт к их смерти. Во время сопровождения бывший ас Люфтваффе заметил три Spitfire. В ходе схватки с противником, он уничтожил 2 истребителя и скрылся в облаках, позволив третьему сбить B-17. После того, как бомбардировщик взорвался, Эрхард расстрелял последнего врага. В конце он произносит, что ни о чём не жалеет.

### Штурмовой отряд «Гром»
5 августа 1945 года 16 японских бомбардировщиков G4M «Betty», на каждом из которых находится самолёт-снаряд MXY7 Ohka, управляемый пилотом-смертником, в сопровождении 36 истребителей A6M Zero, совершают рейд на эскадру авианосцев США в Тихом океане. Когда эскадрилью атаковали американские палубные самолёты, лейтенант Ясуси Ногами (яп. 野上靖少尉, озвучен Хикару Мидорикава), молодой пилот-камикадзе, находящийся на борту одного из G4M, требует, что бы его немедленно запустили вместе с бомбой, но экипаж бомбардировщика отказывает ему. После того как машину подбили, лейтенанта вырубают и выбрасывают вместе с парашютом.
В море его подбирает японский патрульный катер и доставляет на базу, где он встречает лейтенанта Ямаоку (яп. 山岡中尉, озвучен Кэнъити Огата), предложившего выпить вместе с экипажем за то, что жизнь продолжается, хоть и только до завтра. В ходе беседы с ними Ясуси видит двух вернувшихся с прошлого вылета лётчиков, которые извинились за то, что не смогли прикрыть его, а также пообещали, что пойдут на таран, если потребуется. Ямаока говорит, что на войне погибнут все — это вопрос времени. Тут они слышат, как чья-то девушка играет прощальную мелодию на кото. Ногами признаётся, что хотел заниматься производством ракет и мечтал совершить запуск на Луну, если бы ему дали пожить ещё лет 30.
На борту американского авианосца пилоты также обсуждают прошедший бой. Позже к ним подходит капитан и показывает разведывательные снимки: на борту японских бомбардировщиков были управляемые ракеты Ohka, которые гораздо быстрее, чем их истребители F6F Hellcat. Единственный способ защитить корабль от «бака»-бомбы — это сбить самолёт до того, как она будет запущена.
На следующий день, 6 августа, другая эскадрилья при поддержке 24 A6M Zero и 16 Shiden направляется на такое же задание. Техника барахлит, и пилоты отмечают, что на заводах работают дети и собирают всё из металлолома. На перехват выслана группа американских истребителей. Во время боя на хвост бомбардировщика Betty, где был лейтенант Ногами, сел вражеский самолёт. Стряхнуть его не получается, но другой японский пилот сбивает его, протаранив и пожертвовав своей жизнью. Это позволяет подлететь поближе к кораблям противника и в последний момент перед тем, как бомбардировщик разваливается, с его борта запускают самолёт Ногами. Ohka, который пилотировал Ясуси, пролетел сквозь шквал зенитного огня и врезался в один из авианосцев, уничтожив его вместе с собой. Незадолго до взрыва на корабле капитан получил известие о том, что на Хиросиму только что была сброшена атомная бомба.
В завершающей эпизод последовательности показывается то, что произошло дальше — межконтинентальная баллистическая ракета с ядерной боеголовкой, дремлющая, пока кому-нибудь не понадобится уничтожить этот мир, первый полет человека в космос, высадка на поверхность Луны.

### Стальной драгун
1944 год, остров Лейте, последние дни японской оккупации Филиппин. Рядовой 28 артиллерийской батареи Кодаи (яп. 古代一等兵, озвучен Итиро Нагаи) и посыльный Уцуномия (яп. 宇都宮一等兵, озвучен Каппэй Ямагути) хотят добраться до аэродрома для того, чтобы исполнить свой служебный долг, несмотря на то, что он захвачен и находится под контролем американцев. Штаб разбомбили, войска отрезаны, эвакуации не будет. Достигнуть цели они собираются при помощи мотоцикла с коляской и пулемётом. В пути их замечает захваченный врагом самолёт Kawasaki Ki-61 Hien, который открывает огонь. Но лётчик не справляется с управлением и разбивается. Уцуномия был ранен в спину, но скрыл это от Кодая, и они едут дальше. Ночью на них нападает американский мотоциклист-разведчик, вооружённый M3. Кодаи относится к этому как к гонке, ведь до войны от был мотоциклетным гонщиком, и сам ведёт, но не убивает американца, а только сбивает его. Когда авиабаза была уже почти видна, он сбрасывает Уцуномию с мотоцикла и говорит ему, что собирается «пересечь финишную черту», а напарник ещё слишком молод и у него вся жизнь впереди. Кодаи поехал к аэродрому и был расстрелян из винтовок и пулемётов Браунинг M1919. Уцуномия умер от раны. Позже солдат США, который остался в живых, заметил, что японец не мог выиграть эту гонку, потому что там стреляют не на старте, а на финише.

## История создания
Манга Senjou (Battlefield) последовательно выходила с 1974 по 1980 годы и включала в себя 9 томов. Но с 1969 года публикация шла с перерывами в журналах Play Comic, Big Comic Original и Weekly Shonen Sunday. Долгое время её не экранизировали. Только в 1993 году появилась аниме-антология. Сняты оказались только 4 глава первого тома «Стальные драгуны», 5 глава третьего тома «Штурмовой отряд „Гром“» и 4 глава шестого тома «Подъёмная сила».
В 1977 году Senjou получила премию манги Shogakukan. В 1978 году был издан саундтрек The Cockpit, написанный Осаму Сёдзи. Помимо музыкальных композиций, грампластинку озвучивали сэйю Акира Камия, Кэй Томияма, Хидэкацу Сибата.
В 1982 году на основе четвёртого тома этой манги был выпущен анимационный фильм Arcadia of My Youth. Интерес Мацумото к боевым самолётам прослеживается в его детстве. Он вырос в северной части Кюсю, недалеко от военных баз и близлежащего острова Хонсю, где стартовали камикадзе во время битвы за Окинаву и того места, откуда линкор «Ямато» отправился в свой последний поход. Не менее значительными стали американские стратегические бомбардировки соседней Фукуоки и атомные взрывы в Хиросиме и Нагасаки, когда будущему художнику было всего 7 лет.
Несмотря на то, что произведение рассказывало о Второй Мировой войне, автор подчёркивал своё антивоенное отношение. По словам Мацумото, «я хотел представить персонажей, чьё будущее трагически потеряно, независимо от того, старые они или молодые. Но в „Ямато“ была другая возможность. Мы могли бы показать частную, личную сторону войны с точки зрения того, кто хочет быть хорошим солдатом. Эта перспектива важна. Таким образом серия Battlefield выходит за рамки национализма, поскольку речь идёт о человечестве и историях отдельных людей».
Официального перевода на английский язык нет. Фредерик Шодт включил отрывок в руководство «Манга! Манга! Мир японских комиксов» (1983). Существует также камео в эпизоде 101 аниме Galaxy Express 999.

## Издание
Аниме вышло на VHS в Японии в 1993 году от Pioneer LDC, а в Великобритании в 1995 году под торговой маркой Kiseki. В 1997 году видеокассеты распространялись в Испании от Manga Films. Другой перевод выпущен в 1999 году студией Urban Vision на американский рынок, но он так и не попал на DVD. Основными причинами являются сюжетный антиамериканизм, «положительное» изображение бойцов стран «Оси» и потеря лицензии.
Кроме того, в 2001 году появился английский DVD Digital Devil / The Cockpit, где оказались OVA по игре Digital Devil Story: Megami Tensei и произведение Мацумото. Изданием занимались фирмы Kiseki и Revelation Films. Система PAL, звук стерео 2.0, и по качеству это был всего лишь перенос VHS на диск. Во Франции в 2002 году дистрибьютором стала фирма Kazé.
В Японии сериал доступен на DVD от Pioneer LDC (2000) и Tokuma Shoten (2007). Blu-ray версия в формате 1,33:1 (4:3) и со звуком LPCM 2.0 выпущена компанией Pony Canyon 21 августа 2013 года.

## Музыка
| №   | Название                                     | Автор(ы)                    | Длительность |
| --- | -------------------------------------------- | --------------------------- | ------------ |
| 1.  | «The Hero of Luftwaffe»                      | Масахиро Кавасаки           | 0:38         |
| 2.  | «Theme of the Stratospheric Current»         | Масахиро Кавасаки           | 1:58         |
| 3.  | «Stigma»                                     | Масахиро Кавасаки           | 1:28         |
| 4.  | «Merchener — Recollection»                   | Масахиро Кавасаки           | 2:17         |
| 5.  | «Love and Fear»                              | Масахиро Кавасаки           | 3:20         |
| 6.  | «Ta-152»                                     | Масахиро Кавасаки           | 3:06         |
| 7.  | «Snipe Scope»                                | Масахиро Кавасаки           | 0:19         |
| 8.  | «Funeral Flight»                             | Масахиро Кавасаки           | 1:16         |
| 9.  | «That Erhardt von Reinders»                  | Масахиро Кавасаки           | 1:26         |
| 10. | «Deep Blue Sky»                              | Акира Иноуэ                 | 0:44         |
| 11. | «Through a Sea of Clouds»                    | Акира Иноуэ                 | 1:02         |
| 12. | «Attack Bomber»                              | Акира Иноуэ                 | 0:26         |
| 13. | «Aerial Battle»                              | Акира Иноуэ                 | 1:48         |
| 14. | «Human Bomb»                                 | Акира Иноуэ                 | 0:46         |
| 15. | «Ultimate Weapon»                            | Акира Иноуэ                 | 1:01         |
| 16. | «Glorious Death — Love for You Won't Return» | Акира Иноуэ                 | 2:07         |
| 17. | «Madness»                                    | Акира Иноуэ                 | 0:38         |
| 18. | «The Dream of a Rocket Engineer»             | Акира Иноуэ                 | 0:46         |
| 19. | «Unreturned Hero»                            | Акира Иноуэ                 | 1:01         |
| 20. | «Beyond the Speed of Sound»                  | Акира Иноуэ                 | 1:12         |
| 21. | «No Survive Battle»                          | Акира Иноуэ                 | 1:34         |
| 22. | «Wing Over Snipe»                            | Акира Иноуэ                 | 0:26         |
| 23. | «Glorious Death — Cherry Blossoms»           | Акира Иноуэ                 | 1:13         |
| 24. | «Remains of a Dream»                         | Каору Вада                  | 0:50         |
| 25. | «Jungle Run»                                 | Каору Вада                  | 0:49         |
| 26. | «Front»                                      | Каору Вада                  | 1:05         |
| 27. | «Battlefield's Double»                       | Каору Вада                  | 2:11         |
| 28. | «Jungle Skip»                                | Каору Вада                  | 0:47         |
| 29. | «Jungle Skip II»                             | Каору Вада                  | 0:36         |
| 30. | «Shadow King — Battlefield's Double»         | Каору Вада                  | 0:32         |
| 31. | «Strafing»                                   | Каору Вада                  | 0:22         |
| 32. | «Racer on the Battlefield»                   | Каору Вада                  | 0:39         |
| 33. | «Unfulfilled Dream»                          | Каору Вада                  | 1:15         |
| 34. | «Final Run»                                  | Каору Вада                  | 0:51         |
| 35. | «Theme of the Iron Dragoon»                  | Каору Вада                  | 2:11         |
| 36. | «Remains of a Dream — Illusions»             | Каору Вада                  | 0:41         |
| 37. | «Kanashii Toki wa Itsumo»                    | Хироюки Мацуда / Горо Мацуи | 5:07         |

## Отзывы и критика
Критики отмечают чёткое антивоенное настроение серий. Во многом из-за того, что действие аниме разворачивается в ходе реальных исторических событий атмосферу произведения наполняет ощущение неизбежной трагедии, что только подчеркивают смерти — часто жестокие и бессмысленные — множества центральных персонажей. Тот факт, что история рассказывается со стороны солдат стран «оси», может вызывать опасения для зрителей из стран, воевавших на противоположной стороне, но чувство сопереживания вызывают обе стороны противостояния, а пацифистская идея Мацумото, превосходная анимация и вдумчивый сценарий, а также центральные темы о бессмысленности войны и потерь делают работу шедевром. OVA не показывает всю войну, не рассматривает злодеяния «Оси», не исследует американскую мотивацию бомбардировок и не углубляется в расизм. Такие вещи лучше всего показаны в других фильмах: «Иди и смотри», «Когда молчат фанфары», «Пианист», «Список Шиндлера», «Империя солнца», «Письма с Иводзимы» и «Триумф воли». Вместо этого аниме рассказывает отдельные истории.
По мнению Бориса Иванова, «здесь, как никогда раньше в аниме, удалось, с одной стороны, передать антиамериканские настроения, с другой стороны, создать динамичный и заставляющий задуматься фильм о военных лётчиках и камикадзе».
Anime Jump! назвал Sonic Thunder Attack Team лучшей из трёх историй, отметив хороший сценарий, трагичный сюжет и безупречную постановку благодаря режиссёру Такаси Иманиси, аниматору Тосихиро Кавамото и дизайнеру техники Хадзимэ Катоки. Дата 5 августа 1945 года вызывает недоумение, поскольку к тому моменту большая часть японского военно-морского флота была уничтожена. Счастливый конец, которого можно ожидать — правильная смерть хороших людей. Главный герой Ногами — фаталист, обречённый погибнуть за Японию, оставив свою девушку и мечты стать конструктором ракет. Он размышляет об ужасных военных потерях и утраченных возможностях — его мнение разделяют американцы, которые называют это безумием.
Журнал «АнимеГид» подчеркнул, что Madhouse выпустила любопытнейшую экранизацию военных историй Мацумото. Очевидно влияние Space Pirate Captain Harlock, Sazae-san и «Уловки-22». Три режиссёра ставят вопросы, на которые можно ответить по-разному, и в этой неоднозначности — ценность антологии. Первый фрагмент: что выберет немецкий ас — любовь, воинский долг или собственный путь? Во второй части интерес вызывает скорее не сам Ногами, а отношение сослуживцев к его поступку. История «падающего лепестка» — камикадзе: зачем он жертвует жизнью, когда впереди уже маячит ореол ядерного взрыва? В третьем фрагменте можно провести параллели с положением защитников Брестской крепости: стоит ли бороться за каждую пядь земли, когда линия фронта уже продвинулась на много километров, выполнять приказ и идти на верную смерть, если дана клятва товарищам исполнить обещание? Работы, подобные такому мини-сериалу, в аниме достаточно редки и полезны в первую очередь тем, что заставляют задуматься о природе людских решений.

После просмотра данного аниме не очень хочется рассуждать о причинах и итогах, поскольку мало кому в России интересна история сражений Германии против Союзников или Японии против США, это специфика образовательной программы, в которой была только Великая Отечественная война. Благодаря Голливуду, многие хотя бы знают про высадку в Нормандии и нападение на Перл-Харбор, но в конечном счёте это подводит к мысли, что воевали лишь «наши». OVA не фигурирует в списке популярных аниме, но даёт возможность взглянуть на происходящее с другой стороны линии фронта. Аналогом можно назвать «Воспоминания о будущем». В техническом исполнении никаких компьютеров, дизайн персонажей конца 1980-х годов. За исключением карикатурного изображения японских солдат, всё нарисовано довольно качественно и вызывает ассоциации с «Интерстеллой». Это дополняет хороший саундтрек. Представленные истории — приукрашенный вымысел, хотя техника соответствует характеристикам реальных образцов. Война послужила фоном, делая все три серии по-настоящему драматичными, без умирающих девочек, пафосных речей и лишней натуралистичной жестокости, которых полно в Saikano. В итоге, произведение оставляет чувство временного отвращения ко всему.— «АниМаг»
Несмотря на то, что в других работах Рёсукэ Такахаси часто прослеживаются националистические мотивы — например, в The Silent Service и Gasaraki — именно в его третьем эпизоде сильнее всего отражено уважение к противнику.
Так как все три истории были созданы разными режиссёрами, дизайн персонажей в них различается. В первой истории Ёсиаки Кавадзири использует образы героев Лэйдзи Мацумото, но изображает их более реалистично. Фон Райндарс выглядит как капитан Харлок, а Мельхенна — сразу как Мэйтел из Galaxy Express 999 и Эмеральдас из «Харлока». Во второй истории Ногами выглядит как Тадаси Дайба из «Харлока», изображённый в достаточно реалистичном стиле, как и американские персонажи, тогда как соратники Ногами выполнены более мультяшно, как типичные солдаты в комиксах Мацумото — простые черты, минимум деталей и бусинки вместо глаз. В третьей истории Кодаи напоминает Тотиро Ояму, оба главных героя изображены в этот раз мультяшно, тогда как единственный американец отрисован в реалистичной манере.
Дизайн военной техники выполнен подробно и с вниманием к мельчайшим деталям, а сцены воздушных и наземных боёв могут похвастаться высоким качеством анимации и постановки. Но произведение хорошо не только внешне, но и затрагивает зрителей на эмоциональном уровне, не романтизируя войну.
Несмотря на связь сюжета с реальными событиями, он не всегда соответствует истории. Например, снаряды-камикадзе MXY7 Ohka иногда использовались против флота, но ни разу — против авианосца. Более того, последний запуск камикадзе был 22 июня 1945 года, так что атаки в день бомбардировки Хиросимы — 6 августа 1945 — описанных во втором эпизоде событий не могло быть.
Аниме про Вторую Мировую войну существует не так много, большинство из них посвящены страданиям простых японцев («Босоногий Гэн», «Могила светлячков», «Остров Джованни», «В этом уголке мира») или альтернативной истории и фэнтези (Adventure Kid, «Бронеотряд 1941», «Глубоководный флот», «Первый отряд», Zipang, Hellsing: The Dawn, Urda). В числе серьёзных военных картин остаются Decision и The Cockpit. Это связано с тем, что после 1945 года тема войны практически оказалась под негласным запретом в официальном искусстве и полностью перешла в область субкультуры, став «штучным товаром». Причём, созданные очевидцами, художниками и писателями, яркие эмоциональные описания страшных эпизодов, тяжёлых жизненных испытаний, мыслей и чувств по поводу пережитого, с открытой пацифистской тематикой, постепенно получали новое преломление и современную интерпретацию, преимущественно в апокалиптическом ключе.